# امباک
امباک (انگلیسی: Ambac) شرکت خدمات مالی آمریکایی است، که در سال ۱۹۷۱ تأسیس شد.